# DBC Pierre
DBC Pierre, vlastním jménem Peter Finlay (*1961), je britský spisovatel. DBC znamená Dirty but clean. Narodil se v červnu 1951 v Austrálii a vyrůstal v Mexiku. Rodina přišla o veškeré jmění při znárodnění bank a znehodnocení měny, Peter Finlay začal brát kokain a nadělal poměrně velké dluhy. Pak se před věřiteli několik let skrýval na samotě v Irsku. Psát začal, aby splatil dluhy.
Jeho satirický románový debut Vernon Bůh Little (Vernon God Little; 2003, česky Odeon 2005)
se stal mezinárodním bestsellerem poté, co za něj roku 2003 nečekaně získal Booker Prize. Téhož roku za dílo obdržel rovněž Bollingerovu cenu a Whitbreadovu cenu za debut.

## Romány
- Vernon Bůh Little (Vernon God Little (2003), české vydání: Odeon, Praha 2005, přeložil David Petrů)
- Ludmilina lámaná angličtina (Ludmilla’s Broken English (2006), české vydání: Odeon, Praha 2007, přeložil Michal Prokop)
- Zhasínáme v říši divů (Lights Out in Wonderland (2010), české vydání: Plus, Praha 2013, přeložil Štěpán Hnyk)